# Braband, Hekelingen en Vriesland
De polders Braband, Hekelingen en Vriesland vormden een waterschap in de gemeente Nissewaard (voorheen Hekelingen en daarna Spijkenisse) in de Nederlandse provincie Zuid-Holland. Het waterschap was in 1858 gevormd door de samenvoeging van de Polder Hekelingen en Vriesland, met de polder Braband, die van 1811 tot 1858 deel uitmaakte van de polder Spijkenisse en Braband.
Het waterschap was verantwoordelijk voor de waterhuishouding in de polders.